# Juoksajávrre
Juoksajávrre är en mindre sjö med en area på 16,53 hektar (0,1653 km2) som ligger 603 m ö.h. längst in i Gjerdalen i Hamarøy kommun i Norge.
Avrinningsområdet uppströms Juoksajávrre är 3,75 km2 stort och tillflöde sker från mindre vattendrag som rinner nedför Juoksatjåhkkås västra sida. Sjön avvattnas av en jokk som rinner ner till Jierddajávrre. Vattnet hamnar slutligen i Atlanten via Kobbelva.
En markerad led går från inre Gjerdalen (från anläggningsvägen) förbi Juoksajávrre och Linnajávrre till Njoammeljávrre i Sverige.

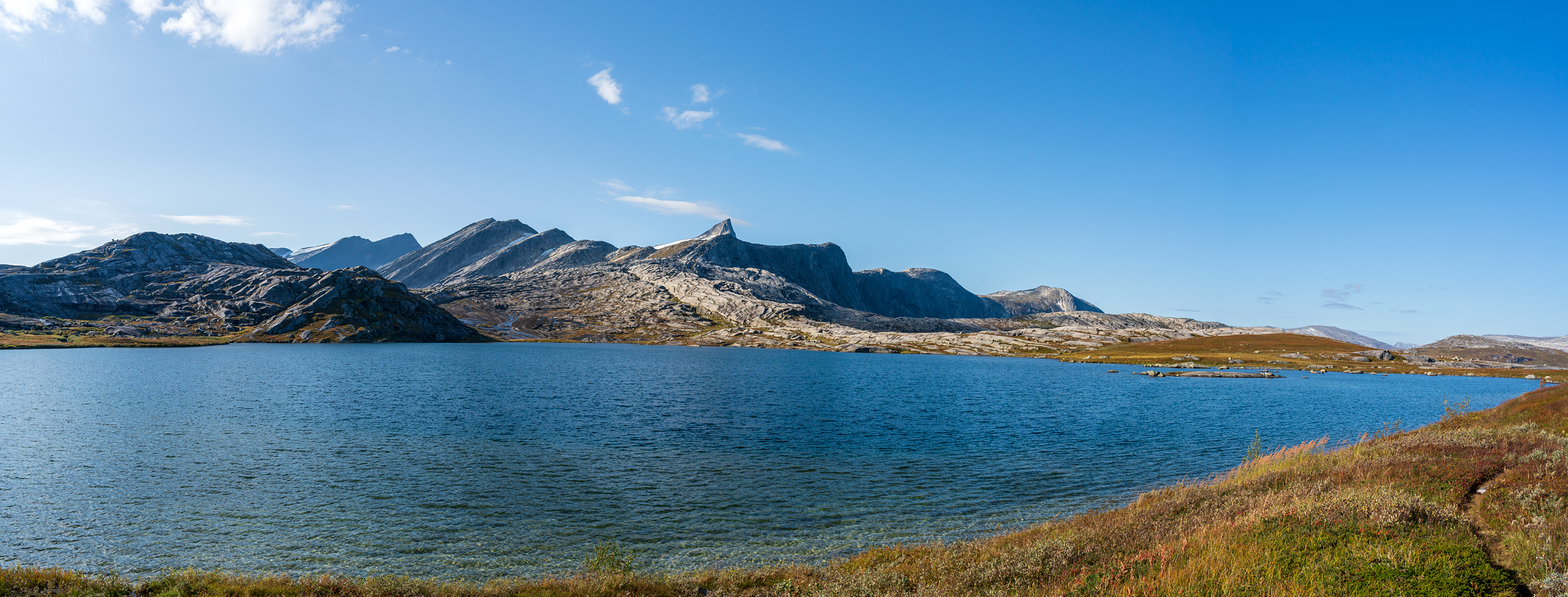
Juoksajávrre, vy mot väster.
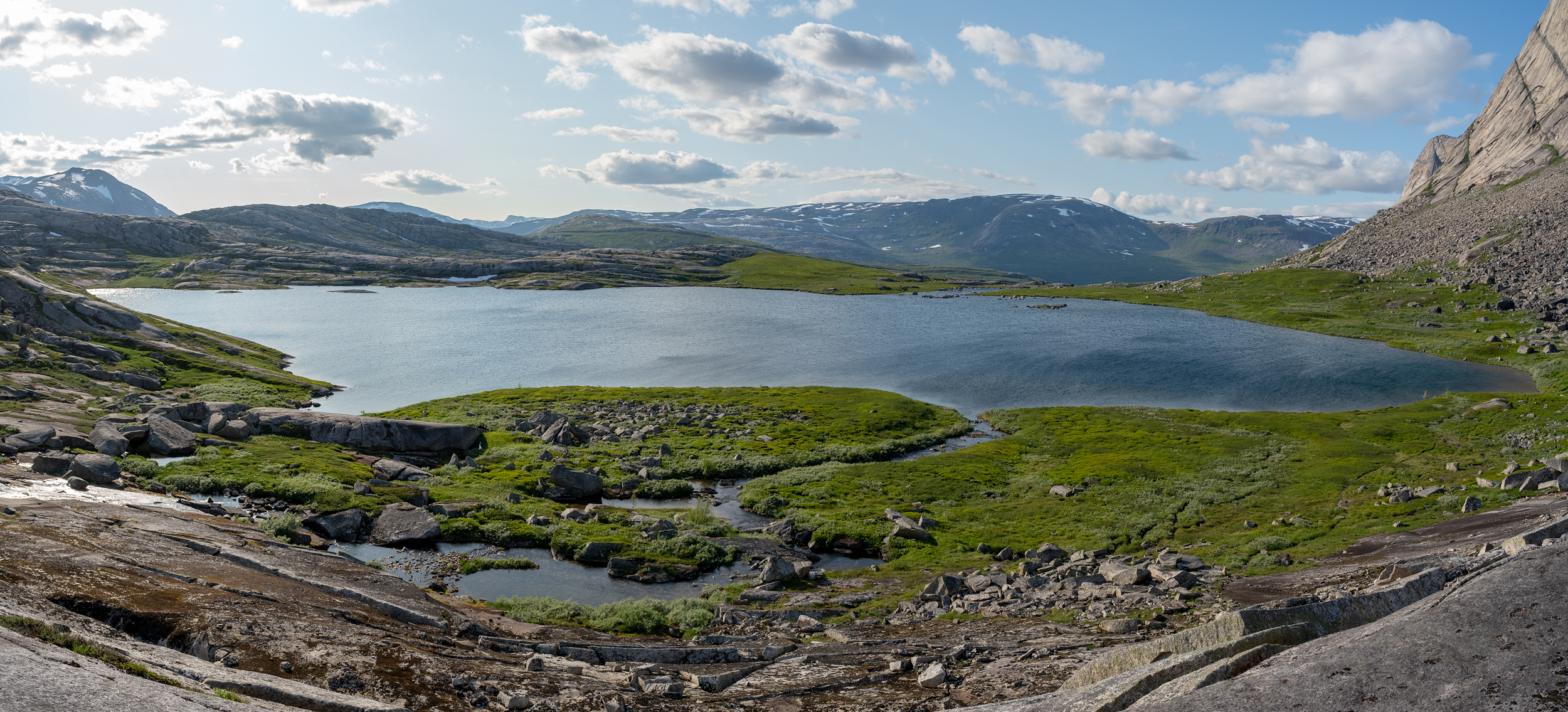
Juoksajávrre, vy mot nordväst.